# Resistencia irregular en el proceso de independencia colombiana
La resistencia irregular en el proceso de la independencia de Colombia contó con una importante participación popular en contra de los intereses liberales que promovía la independencia, y por tanto querían la restauración de la monarquía española sobre la actual Colombia. De aquella resistencia es importante enumerar tres importantes focos de resistencia como lo fueron la región caribeña, los Llanos y la zona patiano-pastusa.

## El área de la región caribeña
La resistencia realista llevada a cabo en el área del litoral Caribe en el periodo de 1819 a 1830 después de la victoria patriota en la batalla de Boyacá, debilitó la fuerza bélica española que desde ese momento adoptó la guerra a pequeña escala por parte de  bandoleros, como el medio más adecuado para forjar la lucha en contra del nuevo estado republicano. Lugares como Santa Marta, se convirtieron en fuertes españoles y pusieron en grave peligro la independencia de la Nueva República, junto a otras ciudades como la Guajira y Coro.
Ahora bien, si es diciente el hecho de la existencia de tales centros de resistencia a la independencia, mucho más importante es el apoyo y sostenimiento por parte de la población afrodescendiente, mestiza e indígena que constituyeron el eje de este movimiento en favor de los españoles. Por otro lado cabe decir que la resistencia realista contó además con viejos oficiales españoles que se hicieron presentes y cumplieron con objetivos más claros al conocer y aceptar el legado europeo al cual pertenecían.
El movimiento de reconquista española se vio fortalecido por un trabajo ideológico donde términos y definiciones como patria, libertad e independencia chocaban con los principios establecidos en los periodos históricos anteriores que aún seguían vigentes, y constituían el modo de vida de la población.
Estos argumentos se constituyeron como la razón primordial para el levantamiento de las masas populares que eran reacias al cambio, porque las nuevas medidas liberales traídas por los independentistas rompían el implícito pacto colonial y desconocían el papel jugado por los indígena en las luchas que ya habían emprendido en el periodo colonial, al establecer que las tierras comunales que constituyen el eje de vida de estas poblaciones, ahora tenían que pasar al sistema de la propiedad individual y la acumulación de excedentes que exigía nuevas cargas tributarias.
El ideal republicano de libertad por el que se luchaba en la independencia no comprendió sistemas diferentes al modelo europeo, y por ello la resistencia indígena contra ellos surgió y defendió el orden  monárquico, que aun cuando no cumplía cabalmente con los principios de libertad indígena, reconocían importantes aspectos como los mencionados anteriormente. El proceso de independencia enfrentó nuevas problemáticas a las planteadas por los teóricos europeos, porque las condiciones bajo las cuales se dio en América eran diferentes, y por ello para muchos este proceso puede ser visto como una revolución a medias.
Los españoles supieron manejar la situación presente en muchos sectores de la sociedad, y ello les permitió mantener una peligrosa resistencia para la independencia de Colombia, evidenciándose este aspecto en el control que los españoles tenían de los puertos de Santa Marta, La Guajira y La Vela de Coro, que podían servir estratégicamente para la entrada de efectivos españoles de Cuba y Puerto Rico para la reconquista continental. 
Se puede decir a partir de estos problemas, que las luchas de resistencia se erigen como un malestar presente en la sociedad en vez de movimientos realistas ortodoxos. El papel de la población indígena, afroamericana y mestiza no era homogénea, por lo que la resistencia servía además como un medio efectivo de expresión para los vacíos que proponía la independencia donde ellos constituían una vez más sectores relegados. El realismo expresado por estos personajes y en general por la masa popular debe entenderse como la lucha por mantener el Statu quo y los logros alcanzados por estas poblaciones marginalizadas, y no como el entendimiento y aceptación de la monarquía en sus instituciones y formas para establecerse en el poder. 
Luchas como las emprendidas por José Dionisio Cisneros, el último insurgente en deponer las armas en esta región, evidencia un ejemplo de las posiciones que la población tuvo en defensa de la monarquía .

## El área del llano

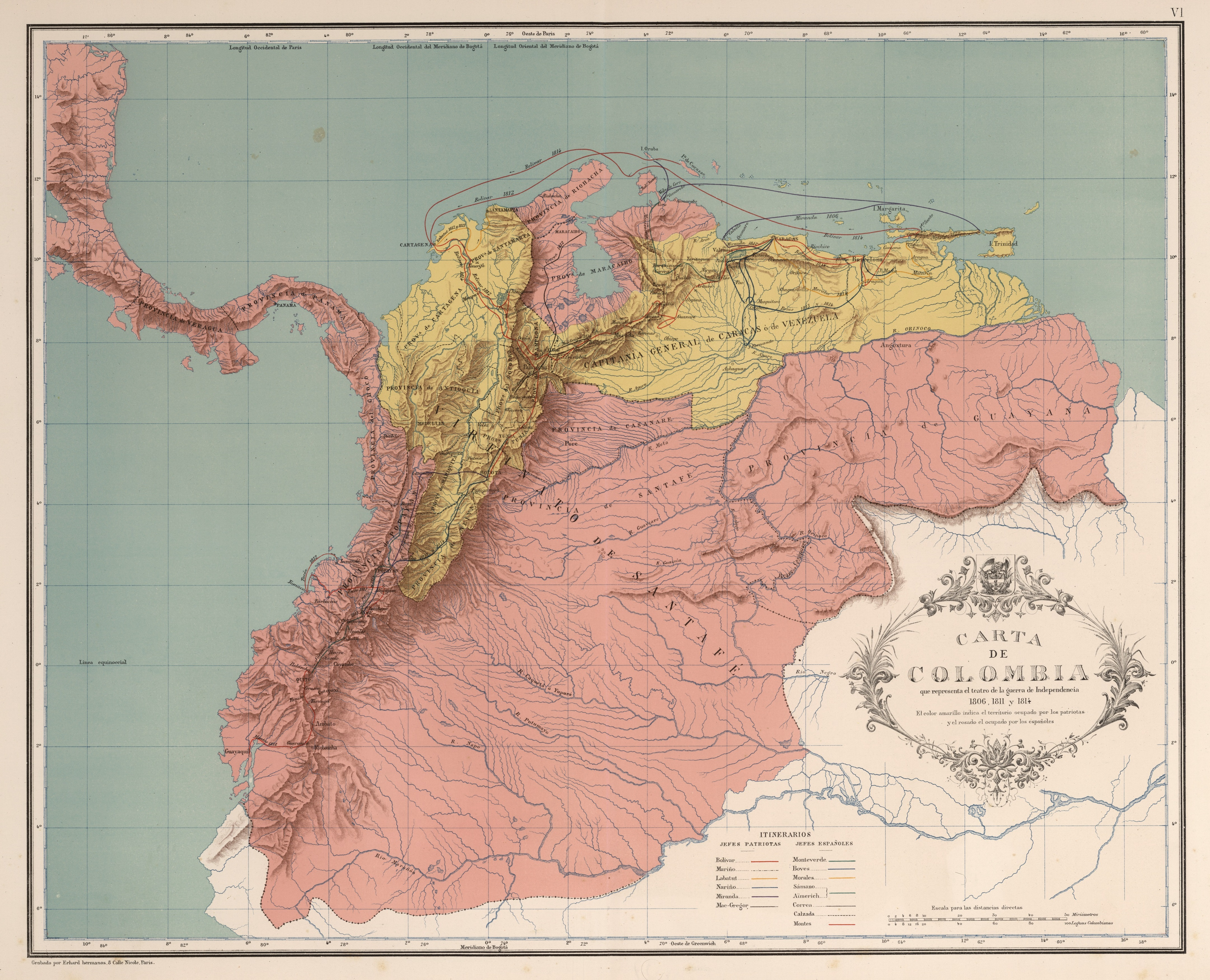
Campañas de independencia en Venezuela y Nueva Granada entre 1806 y 1814.

El área del llano que comprende la extensa orinoquía (de la Guyana a los Andes), los movimientos insurgentes se expresaron dentro de lo que puede considerarse como el bandidaje rural donde algunos contaron con argumentos ideológicos y otros no. 
En esta zona se dio un importante proceso donde muchos pasaron a ser de realistas a patriotas, es decir, de defensores de la monarquía a defensores de la independencia por dos razones principalmente:
- El viraje político expresado por los movimientos liberales de España entre 1810 y 1814, representado en las Cortes de Cádiz que discutían la legitimidad de José I de España durante la invasión Napoleónica, y el orden monárquico. Este hecho deslegitimaba el curso monárquico que España tuviera para el futuro ante los cambios que en Europa sucedían, y con ello el orden que en América se daba.[3]
- La asimilación del gobierno Republicano patriota que a la población proyectaba nuevas expectativas.

El movimiento realista en esta zona se dio entre otras razones,  por el desplazamiento de las tropas españolas de la zona del litoral que habían sido vencidas. Tales acontecimientos expresan una fuerte lucha regional más no nacional del movimiento español que lograba desestabilizar a su contraparte por la improductividad y falta de recursos que provocaban sus acciones, y las cuales se veían ahondadas por la crisis financiera contraída por la liberación del Perú.
La rebeldía llanera demostró el peligro de la movilización popular, donde estos movimientos lograron obtener victorias importantes, como lo fue la muerte del patriota Francisco Miranda.

## El área de la montaña. La resistencia patiano-pastusa
La resistencia llevado a cabo en esta zona juega un papel central, porque su lucha fue la más importante de entre las tres zonas de resistencia post-independentista, entre otras cosas, porque allí se consolidó la liberación continental de España al poder asimilar aquellas importantes poblaciones rebeldes, y en especial, porque esta región es la zona geográfica intermedia de paso al sur para consolidar la caída del bastión español del Perú. Ahora bien, si al final la historia favoreció el interés republicano patriota, es de recordar que la inconformidad rebelde patiano-pastuso se transformó y asumió nuevas formas y discursos para la resistencia posterior, pero no desapareció. 
De los estudios hechos sobre este tema para la región patiano-pastusa, se habla de que el comportamiento militar desarrollado en esta zona varió, por lo que se hace necesario caracterizar este proceso dentro de cuatro momentos diferentes;
- En un primer momento se estudia el desarrollo de la guerra irregular durante la conocida "primera república" o también llamada "patria boba" que comprende los años de 1810 a 1816.
- Un segundo momento comprende los años de 1819 a 1822,  donde se constituyó la lucha independentista con la captura de Pasto;
- Un tercer momento va desde 1822 a 1826, donde se da la primera captura patriota de Pasto al culmen de la lucha independentista en Perú,
- Como cuarto y último momento, que corresponden a los años de 1826 a 1830, el seccionismo que disperso la gran república es la característica que domina a este periodo.

### 1810-1819. La pequeña guerra en la derrota de la Primera República

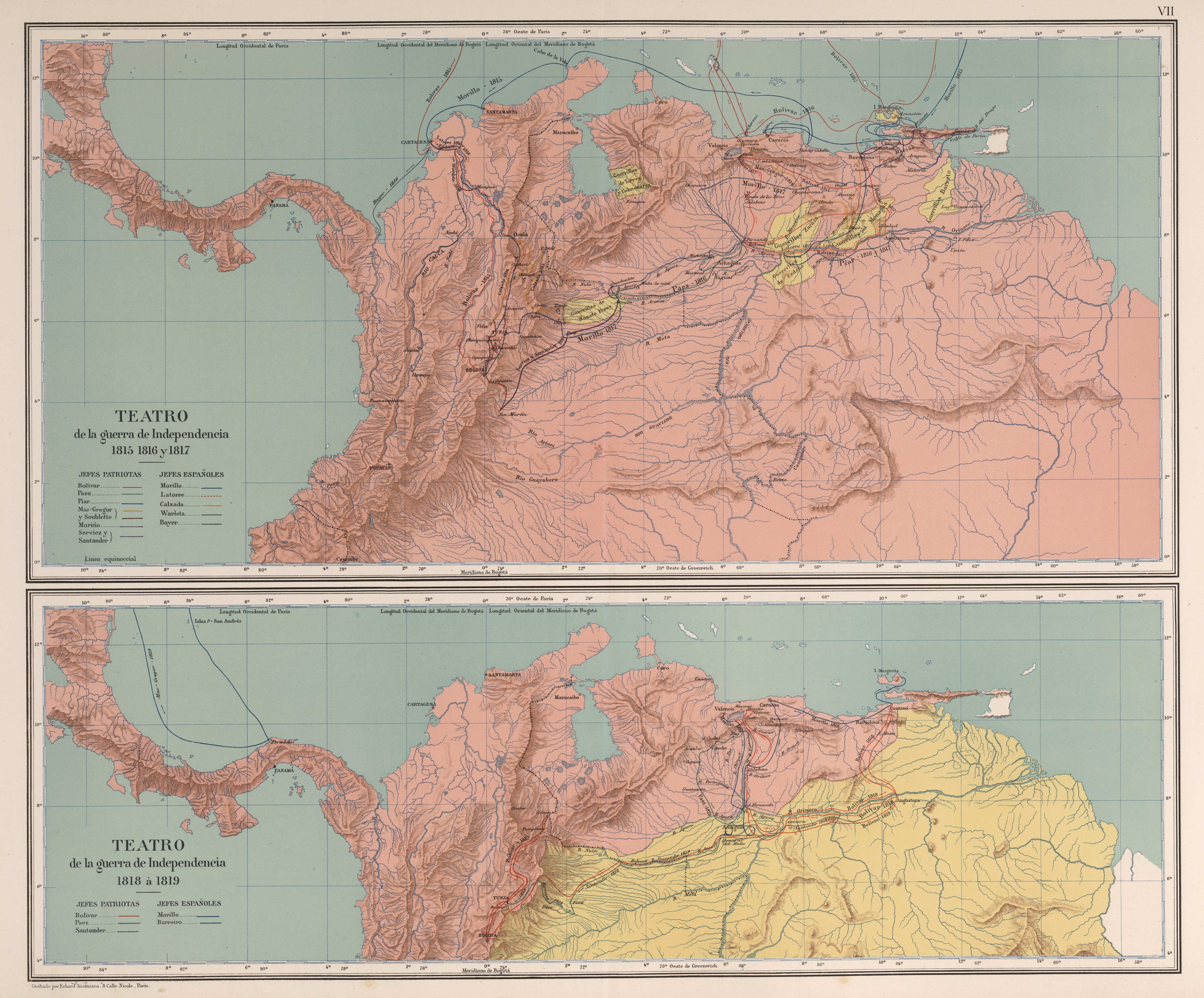
Campañas de independencia en Venezuela y Nueva Granada entre 1815 y 1819.

La Primera República se enfrentó a la oposición de dos polos opuestos, a Pasto realista y Quito independentista. La provincia de Pastos, la subregión patiana y el litoral sur occidental del departamento de Nariño se caracterizaron por la economía regional y tradicional allí desarrollada, que servía de corredor estratégico necesario entre la Nueva Granada y Perú. Por su parte, Quito era el baluarte de la producción manufacturera ligada al comercio regional. 
La incomodidad insurreccional presente en la Colombia se debió especialmente a la poca integración que del proyecto nacional tenían las clases más populares. Es de recordar que esta zona y su protesta social se ven ligadas al medio aurífero que vincula a la población negra que junto al problema de la tierra comunal del indígena, y la influyente religión católica; provocó levantamientos en contra del nuevo orden, que conjugaban odios contra ese poder central independentista que había utilizado en 1813 la imposición por la fuerza el nuevo orden a establecer.

### 1819-1822. De la restauración a la Primera República

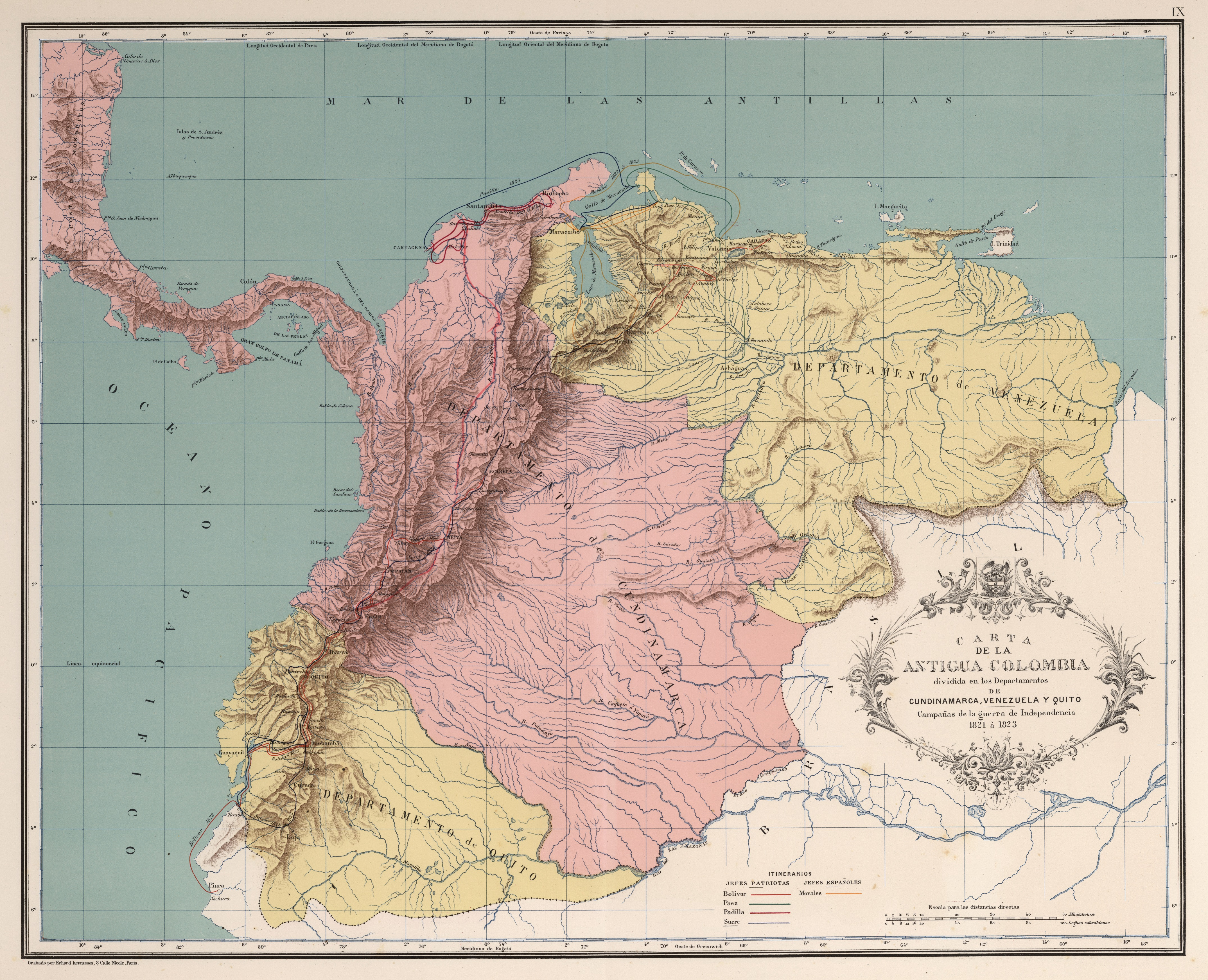
La Gran Colombia en 1820 y las campañas de independencia llevadas a cabo entre 1821 y 1823.

El apoyo popular patriota ejercido durante la Batalla de Boyacá le permitió lograr la victoria al bando republicano que en hombres como Antonio Ricaurte; "el guerrillero patriota", vislumbro las condiciones necesarias para la victoria que dependían necesariamente del apoyó popular.
Tal reconocimiento dependía de diversos factores, pero el mando republicano nunca concilio, por ejemplo, con el papel jugado por la población negra como aquel actor armado legítimo en sus propias filas. En cambio a ello, el mando patriota vio como indispensable poder acordar con los jefes militares de la guerra de partidas, que desde la derrotas de Bolívar en los llanos vislumbro la tácticas guerrilleras que habrían de adoptar, aunque el problema social de las clases subalternas siguió presente. 
Desde ese momento, un nuevo factor constituyó un nuevo medio para debilitar la insurrección realista, desde la victoria de Pichincha que abrió la táctica de la guerra de dos fuegos o frentes, donde desde el del norte de la zona patiano-pastusa ya patriota y el sur con las recientes victorias de José de Sucre, el Ecuador  pasaba a manos patriotas.
Lamentablemente para el ejercicio de la táctica de fuego en dos frentes, esta se vio perjudicada cuando fue evidente el levantamiento continuo de le la zona patiano-pastusa, que se debía principalmente a la inconformidad con el tipo de pensamiento e instituciones del nuevo estado patriota. La solución de fondo para la problemática social no llegaba, mientras que la institucionalidad patriota reflejo sus más importantes intereses en el problema tático militar que descuido el aspecto social, con lo que se explican los continuos problemas en ese frente de guerra para el ejército patriota.

### 1822-1826. De la ocupación republicana a la Independencia del Perú
La zona que constituiría el actual Estado del Perú, en aquellos momentos se encontraba bajo dominio español que ejercía un poder efectivo respaldado por sus élites. Este hecho constituyó un grave peligro para aquellos intentos patriotas de ejercer un nuevo gobierno para sus vecinos, porque desde el Perú era factible una posible reconquista y por ello se percibió como necesaria la toma de esta zona para el aseguramiento del poder patriota en el continente latinoamericano. 
Ante esta perspectiva y la necesidad de ocupar Perú, el corredor entre la Nueva Granada y el Perú, es decir, la zona patiano-pastusa constituyó el gran inconveniente para la consolidación de los planes que Bolívar y sus hombres tenían, porque desde este punto se abrían las comunicaciones necesarias entre Francisco de Paula Santander ubicado en la ciudad de  Santafé con Simón Bolívar que se encontró luchando entre el Perú y la zona patiano-pastusa, que se incomunicaban con cada incursión rebelde sobre Pasto.
Este es a lo mejor el punto vital de la resistencia realista en lo que es la actual Colombia, porque desde allí personajes como Boves, Joaquín Henríquez, José Benavides y Agustín Agualongo constituyeron una oposición férrea al sistema patriota, donde si bien el poder patriota pudo ganar con actores como José María Obando, Hilario López, José Antonio Páez y José María Córdova; el control de esta zona dependió del poder insurgente, que se constituyó como un actor vital de las acciones que los patriotas tuvieron que asumir como nuevo método. Cabe decir que no fueron pocas las veces en que los insurgente literalmente sacaron de Pasto a los patriotas, mientras estos intentaban reconquistarla una y otra vez desde ciudades como Túquerres para establecer nuevamente conexiones con Santafé.
Para 1826, Bolívar pudo constituir la victoria sobre Perú y llegó a un Pasto patriota comandado por José María Obando que no por el hecho de lograr aquella importante victoria en esa zona ganó el triunfo absoluto, porque los nuevos problemas internos se convirtieron en el mayor enemigo de la nueva república.

### 1826-1830. El seccionismo
El regionalismo y la búsqueda de intereses personales por parte de los patriotas fue el principal agente de discordia en el nuevo Estado, donde los problemas internos como la exclusión de diferentes actores en la construcción del Estado; el caudillismo burocrático de José María Obando y José Hilario López, conjuntamente con el regionalismo motivaron la ruptura del plan bolivariano de aquella nación grande que se quiso en algún momento implantar.[cita requerida]
El contexto que llevó a la victoria en el Perú se conjugó con el aprendizaje sobre los movimientos populares insurgentes basados en guerra irregular que ahora utilizaron los patriotas en las batallas de Junín y Ayacucho, que junto con la asimilación de la población patiano-pastusa que de todos mantuvo sus principios de irregularidad militar y contraposición al gobierno, aun cuando ya no bajó realista, ejerció las condiciones necesarias para la consolidación del plan republicano independentista.